# Voroniv, Hoșcea
Voroniv (în ucraineană Воронів) este un sat în comuna Malînivka din raionul Hoșcea, regiunea Rivne, Ucraina.

## Demografie
Componența lingvistică a localității Voroniv
     Ucraineană (98,42%)
     Rusă (1,58%)
Conform recensământului din 2001, majoritatea populației localității Voroniv era vorbitoare de ucraineană (98,42%), existând în minoritate și vorbitori de rusă (1,58%).